# Cercospora

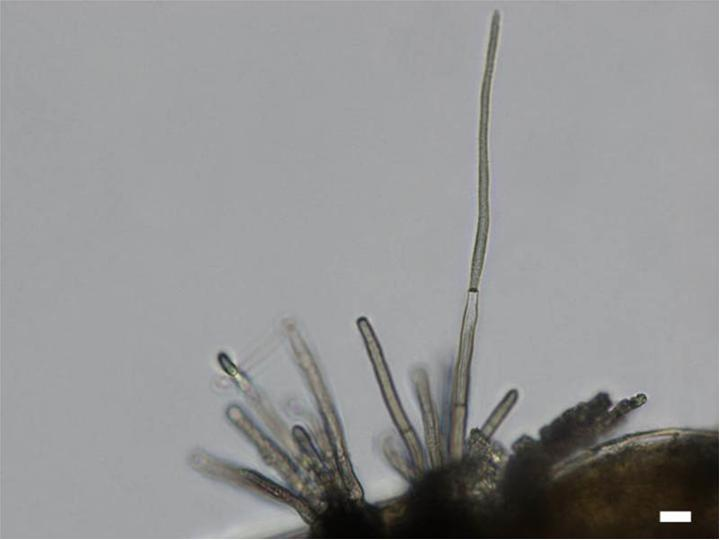
Konidiofory Cerocpora apii

Cykl rozwojowy Cercospoa beticola

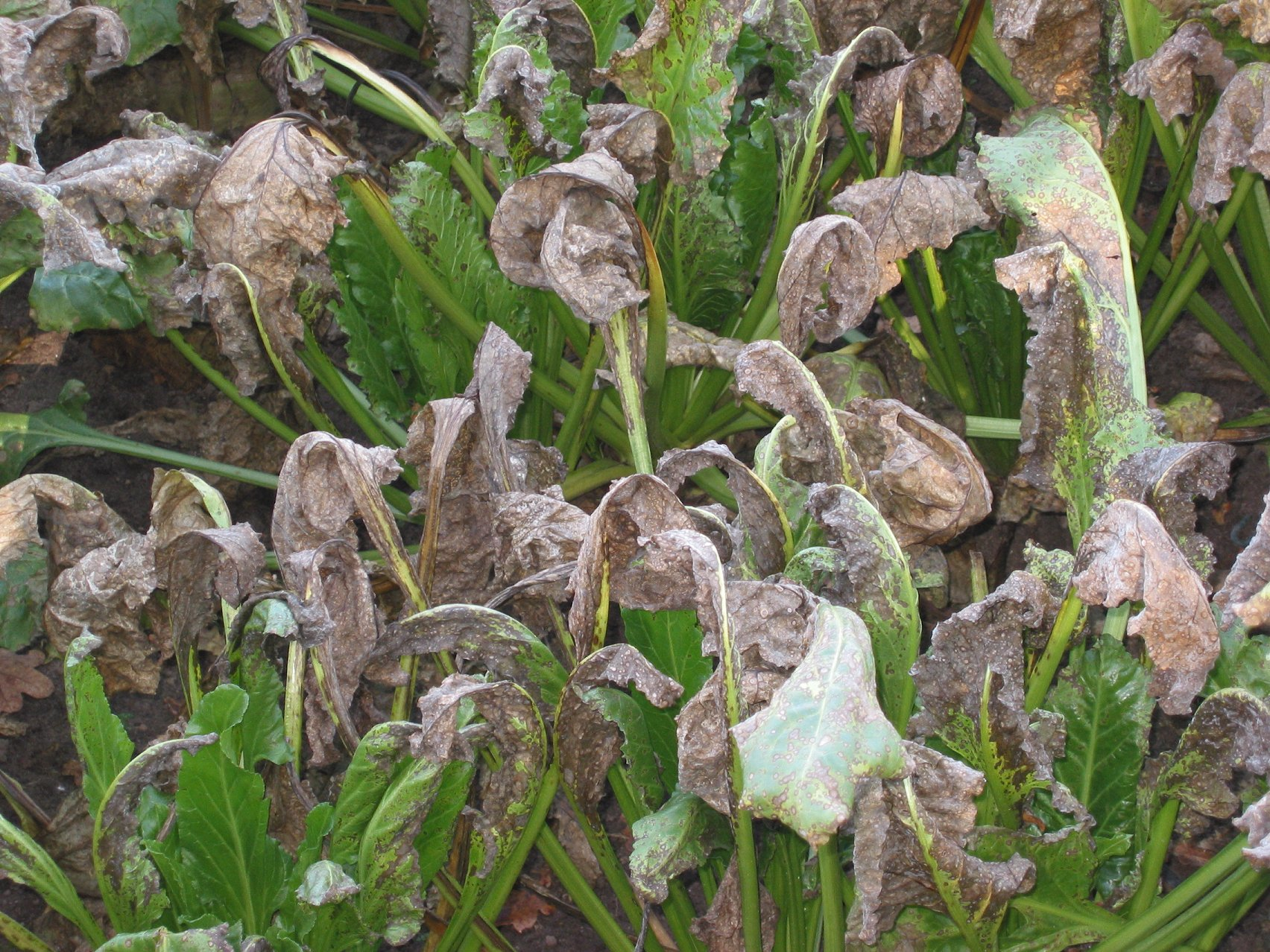
Chwościk buraka – choroba wywołana przez cercospora beticola

Cercospora Fresen. – rodzaj grzybów z rodziny Mycosphaerellaceae. Jest to rodzaj zawierający bardzo dużo gatunków, jednak wyniki przeprowadzonych w ostatnich latach badań molekularnych i genetycznych wskazują, że bardzo liczne taksony opisane jako odrębne gatunki, to w istocie synonimy. Należy się spodziewać dużych zmian w taksonomii tego rodzaju.

## Charakterystyka
Grzyby mikroskopijne będące słabymi pasożytami roślin zielnych, u których powodują głównie plamistość liści. Od nazwy tego rodzaju pochodzi nazwa grzyby cerkosporoidalne. U wielu gatunków znana jest tylko anamorfa. Endobionty rozwijające się wewnątrz tkanek roślin, głównie zielnych. Na zewnątrz organizmu roślin, głównie przez ich aparaty szparkowe wypuszczają konidiofory, na szczycie których znajdują się komórki konidiotwórcze. Podczas konidiogenezy wydłużają się one i zazwyczaj kolankowato wyginają. Po odpadnięciu konidiów na komórkach tych pozostają płaskie, pogrubione, brunatne blizny. Konidia tworzą się pojedynczo. Są długie, kilkukomórkowe, hialinowe lub jasnoszare, o powierzchni gładkiej lub brodawkowanej. Mają cylindryczny kształt i ściętą podstawę
Hodowane na pożywkach tworzą brunatną i wolno rozwijająca się kolonię, która jednak w takich warunkach nie tworzy zarodników.
Gatunki z rodzaju Cercospora wywołują u roślin grzybowe choroby o nazwie chwościk (dawniej cerkosporoza).

## Systematyka i nazewnictwo
Pozycja w klasyfikacji według Index Fungorum: Mycosphaerellaceae, Mycosphaerellales, Dothideomycetidae, Dothideomycetes, Pezizomycotina, Ascomycota, Fungi.
Synonimy: Cercosporina Speg., Virgasporium Cooke.
Gatunki występujące w Polsce i gatunki kwarantannowe:
- Cercospora apii Fresen. 1863
- Cercospora armoraciae Sacc. 1876
- Cercospora barbareae (Sacc.) Chupp & H.C. Greene 1944[8]
- Cercospora beticola Sacc. 1876
- Cercospora cardamines Losa 1945
- Cercospora chaerophylli Höhn. 1903[8]
- Cercospora comari Peck 1885
- Cercospora coriandri Rjach. 1931[8]
- Cercospora curvata (Rabenh. & A. Braun) Wollenw. 1916[8]
- Cercospora echii G. Winter 1884
- Cercospora euphrasiae Ondřej 1969
- Cercospora fagopyri Nakata & S. Takim. 1928[8]
- Cercospora heterosperma Bres. 1903[8]
- Cercospora kabatiana Allesch. 1910[8]
- Cercospora kikuchii (Tak. Matsumoto & Tomoy.) M.W. Gardner 1927[9]
- Cercospora lycii Ellis & Halst. 1888[8]
- Cercospora maianthemi Fuckel 1866
- Cercospora marginalis Thüm. & P.C. Bolle 1885[8]
- Cercospora medicaginis Ellis & Everh. 1891
- Cercospora meliloti Oudem. 1886[8]
- Cercospora mercurialis Pass. 1877
- Cercospora microsora Pat. 1903[8]
- Cercospora moravica (Petr.) U. Braun 1993
- Cercospora nasturtii Pass. 1877[3]
- Cercospora nicotianae Ellis & Everh. 1893
- Cercospora olivascens Sacc. 1878
- Cercospora padi Bubák & Serebrian. 1912[8]
- Cercospora pantoleuca Sacc. 1878
- Cercospora paridis Erikss. 1883
- Cercospora physalidis Ellis 1882
- Cercospora pietrenii Dominik 1936[8]
- Cercospora plantaginis Sacc. 1878
- Cercospora radiata Fuckel 1865
- Cercospora rautensis C. Massal. 1909
- Cercospora resedae Fuckel 1866[3]
- Cercospora rhamni Fuckel 1865
- Cercospora ricinella Sacc. & Berl. 1885[9]
- Cercospora roesleri (Catt.) Sacc. 1880[8]
- Cercospora senecionis Ellis & Everh. 1891[8]
- Cercospora sojina Hara 1915[9]
- Cercospora tragopogonis Ellis & Everh. 1897[8]
- Cercospora violae Sacc. 1876
- Cercospora violae-tricoloris Briosi & Cavara 1892[8]
- Cercospora violae-silvaticae Oudem. 1890[8]
- Cercospora zebrina Pass. 1877
- Cercospora zonata G. Winter 1884

Nazwy naukowe na podstawie Index Fungorum. Wykaz gatunków występujących w Polsce według Mułenki i in..